# Патрісіо Кампс
Патрі́сіо Алеха́ндро Кампс (ісп. Patricio Alejandro Camps; 22 січня 1972, Буенос-Айрес) — аргентинський футболіст українського походження (дошлюбне прізвище матері — Назарик).

## Кар'єра
Кампс почав кар'єру в молодіжних командах «Велес Сарсфілда». В тому ж клубі дебютував у великому футболі 1991 року. У 1990-і був одним з ведучих гравців успішно виступавшого в ті роки «Велес Сарсфілда». Кампс виступав за «Велес» 12 років, провів більше 250 матчів, виступаючи на позиціях форварда та атакувального півзахисника. За цей період Патрісіо, виступаючи разом з такими гравцями, як Пеллегріно, Басуальдо, Кавальєро, Руджері, Хусаін, Тур Флорес, Басседас, Чилаверт, виграв найбільшу кількість трофеїв. Клаусуру-94 і частину Апертури-95 провів в «Банфілді».
2000 року перейшов у грецький ПАОК, де грав разом із Омарі Тетрадзе. У 2002 році ФІФА зобов'язала ПАОК до 20 серпня заплатити 135 тисяч фунтів «Велес Сарсфілду» за перехід Патрісіо Кампса.. Покинувши «Велес Сарсфілд» у 2002, виступав потім за мексиканський «УАГ Текос», аргентинський «Кільмес», парагвайську «Олімпію».

## Міжнародна кар'єра
1996 року Кампс провів дві гри за збірну Аргентини.

## Досягнення
«Велес Сарсфілд»
- Чемпіон Аргентини: 1993 (Клаусура), 1995 (Апертура), 1996  (Клаусура), 1998  (Клаусура)
- Володар Міжамериканського кубка: 1995
- Володар Суперкубка Лібертадорес: 1996
- Володар Рекопи Південної Америки: 1997